# زیگیسموند سوم
زیگیسموند سوم واسا (لهستانی: Zygmunt III Waza لیتوانیایی: Zigmantas Vaza ؛ ۲۰ ژوئن ۱۵۶۶ – ۳۰ آوریل ۱۶۳۲) شاه لهستان و دوک بزرگ لیتوانی ، فرمانروای مشترک‌المنافع لهستان-لیتوانی از ۱۵۸۷ تا ۱۶۳۲ میلادی و شاه سوئد از ۱۵۹۲ تا زمان برکناری‌اش در ۱۵۹۹ میلادی بود. او پسر شاه یوهان سوم سوئد و همسرش کاترین یاگیلونیکا لهستان بود.
زیگیسموند پس از رسیدن به سلطنت مشترک‌المنافع لهستان-لیتوانی ، کوشید میان تاج و تخت لهستان-لیتوانی و سوئد اتحادی ایجاد نماید و یک بار نیز در ۱۵۹۲ میلادی موفق به این کار شد. پس از آن که او در ۱۵۹۹ میلادی توسط عمویش کارل نهم سوئد از سلطنت سوئد برکنار گردید ، باقی عمر خود را در تلاش برای بازگرداندن مقام سابقش سپری کرد.
زیگیسموند شخصیت مهمی در تاریخ لهستان است. دوره طولانی حکومت او مصادف شد با اوج قدرت سیاسی ، اقتصادی و وجهه مشترک‌المنافع لهستان-لیتوانی. از سویی دیگر ، در دوره حکومت او نشانه های ضعف لهستان به تدریج پدیدار شد و به انحطاط و زوال این دولت در آینده انجامید. هنوز هم میان مورخان بحث و جدل وجود دارد که آیا تصمیمات زیگیسموند منجر به سقوط تدریجی لهستان در آینده شد یا خیر.
پس از مرگ زیگیسموند ، یادبود ستون زیگموند توسط جانشین وی ، ولادیسلاوس ، در ورشو برپا گردید.